# 강연 100℃
《강연 100℃》는 2012년 5월 18일부터 2017년 3월 19일까지 방송되었던 시사 교양 프로그램이다.

## 기획 의도
치열하게 살아온 사람들의 이야기를 강연을 통해서 소개하는 시사 교양 프로그램이다.

## 진행자

### 1기
| 역대 | 진행자 | 진행 날짜                          | 진행 회차     |
| ---- | ------ | ---------------------------------- | ------------- |
| 1대  | 임성훈 | 2012년 5월 18일 ~ 2014년 12월 7일  | 1회 ~ 117회   |
| 2대  | 이형걸 | 2014년 12월 14일 ~ 2015년 4월 12일 | 118회 ~ 131회 |

### 2기
| 진행자 | 진행 날짜                         | 진행 회차  |
| ------ | --------------------------------- | ---------- |
| 김재원 | 2016년 10월 2일 ~ 2017년 3월 19일 | 1회 ~ 21회 |

## 제작진

### 1기
- 책임 프로듀서 : 백항규
- 프로듀서 : 안진, 연종우, 임현진, 황혜지, 정현경
- 작가 : 이경희, 최운정, 신영은, 손용빈, 이명은
- 조연출 : 박정재
- 편집 : 장지은

### 2기
- 책임 프로듀서 : 허완석
- 프로듀서 : 안진
- 작가 : 이경희, 신영은, 손용빈, 이가람, 이녹영, 안세민, 홍하연, 이설애
- 편집 : 장지은
- 조연출 : 한단비, 조아라
- 외부연출 : 오광석, 현범

## 방송 시간
| 방송 채널 | 방송 기간                         | 방송 시간                       |
| --------- | --------------------------------- | ------------------------------- |
| KBS 1TV   | 2012년 5월 18일 ~ 2013년 4월 5일  | 매주 금요일 밤 10시 ~ 10시 50분 |
| KBS 1TV   | 2013년 4월 14일 ~ 2015년 4월 12일 | 매주 일요일 밤 8시 ~ 9시        |
| KBS 1TV   | 2016년 10월 2일 ~ 2017년 3월 19일 | 매주 일요일 밤 8시 5분 ~ 9시    |

## 결방
2014년
- 4월 20일: 세월호 침몰 사고의 여파로 KBS 뉴스특보로 인해 결방되었다.
- 4월 27일: 세월호 침몰 사고의 여파로 KBS 뉴스특보로 인해 결방되었다.

## 같이 보기
- 인문강단 락
- 명견만리